# Усадьба Локалова
Уса́дьба Лока́лова — историко-архитектурный ансамбль, объект культурного наследия федерального значения, расположенный в селе Великом Гаврилов-Ямского района Ярославской области. Охраняется само здание усадьбы, ограда с воротами и флигель. Имеет статус объекта культурного наследия с 20 февраля 1995 года.

## История
В середине 1880-х годов купец 1-й гильдии А. А. Локалов решил построить в родном селе усадебный комплекс по проекту тогда ещё малоизвестного Ф. О. Шехтеля. Шехтеля отчислили из МУЖВЗ за плохую успеваемость, в связи с чем он не имел диплома о законченном высшем профессиональном образовании и свои ранние архитектурные проекты осуществлял за пределами Москвы.
Строительство усадьбы было начато в 1888 и завершено в 1890 году. Сам Локалов в нём пожить не успел — умер через год после завершения строительства. А. А. Локалову наследовали дочери — Е. А. Локалова и О. А. Локалова, вышедшие замуж за купцов В.Г. и Л. Г. Лопатиных соответственно. В 1917 г. здание было закрыто, в 1918 г. — национализировано. С 1919 по 1926 годы здесь размещался губернский музей, где были собраны экспонаты из богатых великосельских домов. В 1926 г. по решению властей музей был закрыт, часть экспонатов из него продали на торгах, часть увезли в Ярославль. В довоенные годы в здании находился сначала областной исполком, затем — клуб молодёжи. В начале Великой Отечественной войны особняк недолгое время занимала швейная фабрика, а в 1942 году здесь был основан Великосельский детский дом. Сначала как учреждение для детей из блокадного Ленинграда, а затем для обычных сирот. Детский дом занимает территорию усадьбы и в настоящее время.

## Архитектура

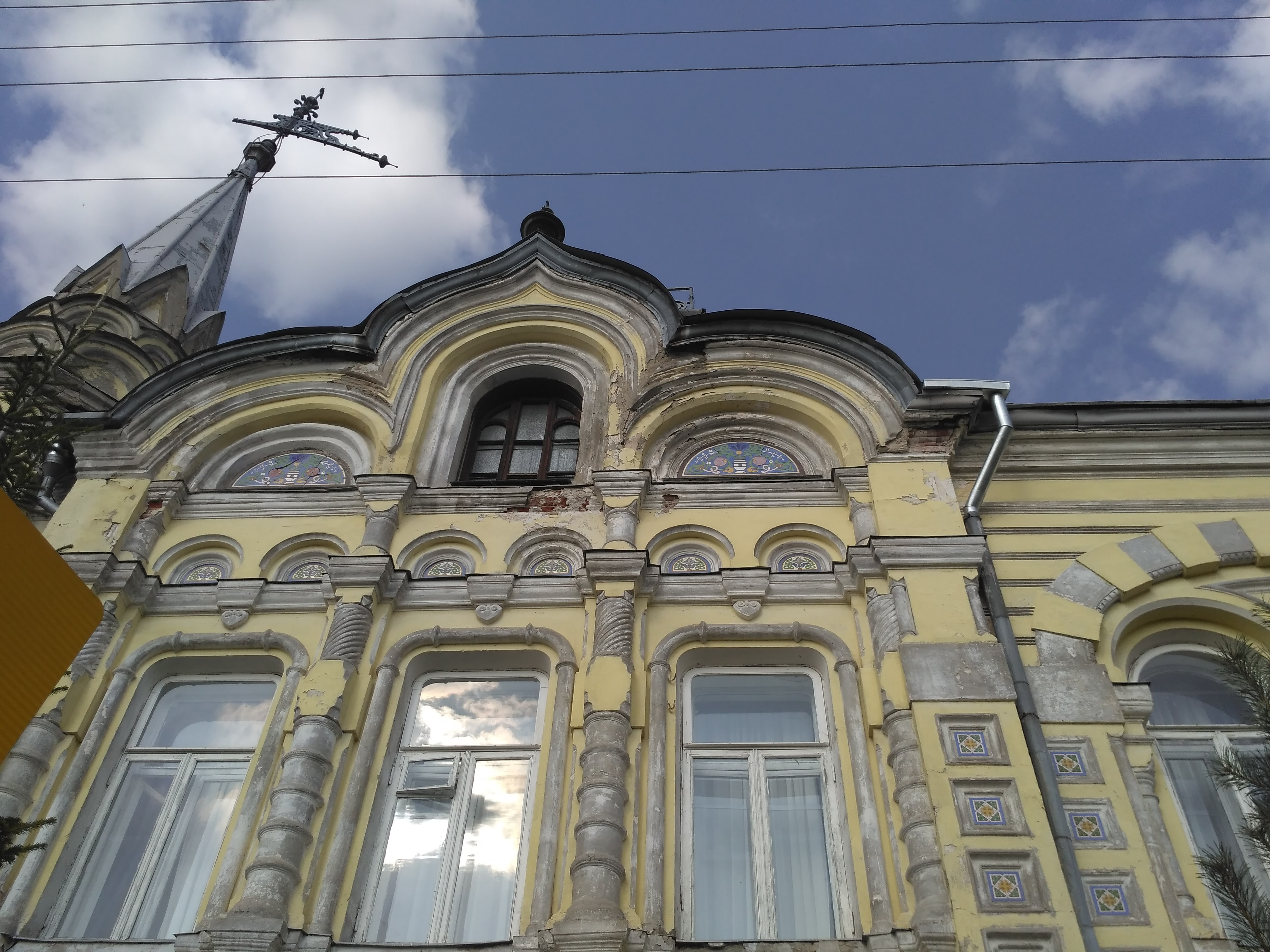
Декор фасада второго этажа особняка

Главное здание усадьбы выстроено в русском стиле, который приобрёл популярность в 70-е годы XIX века в связи с увеличением интереса к русской архитектуре XVI—XVII веков. К 1880-м в русском стиле утвердились главным образом мотивы русской архитектуры XVII века, влияние которых заметно в локаловском особняке.

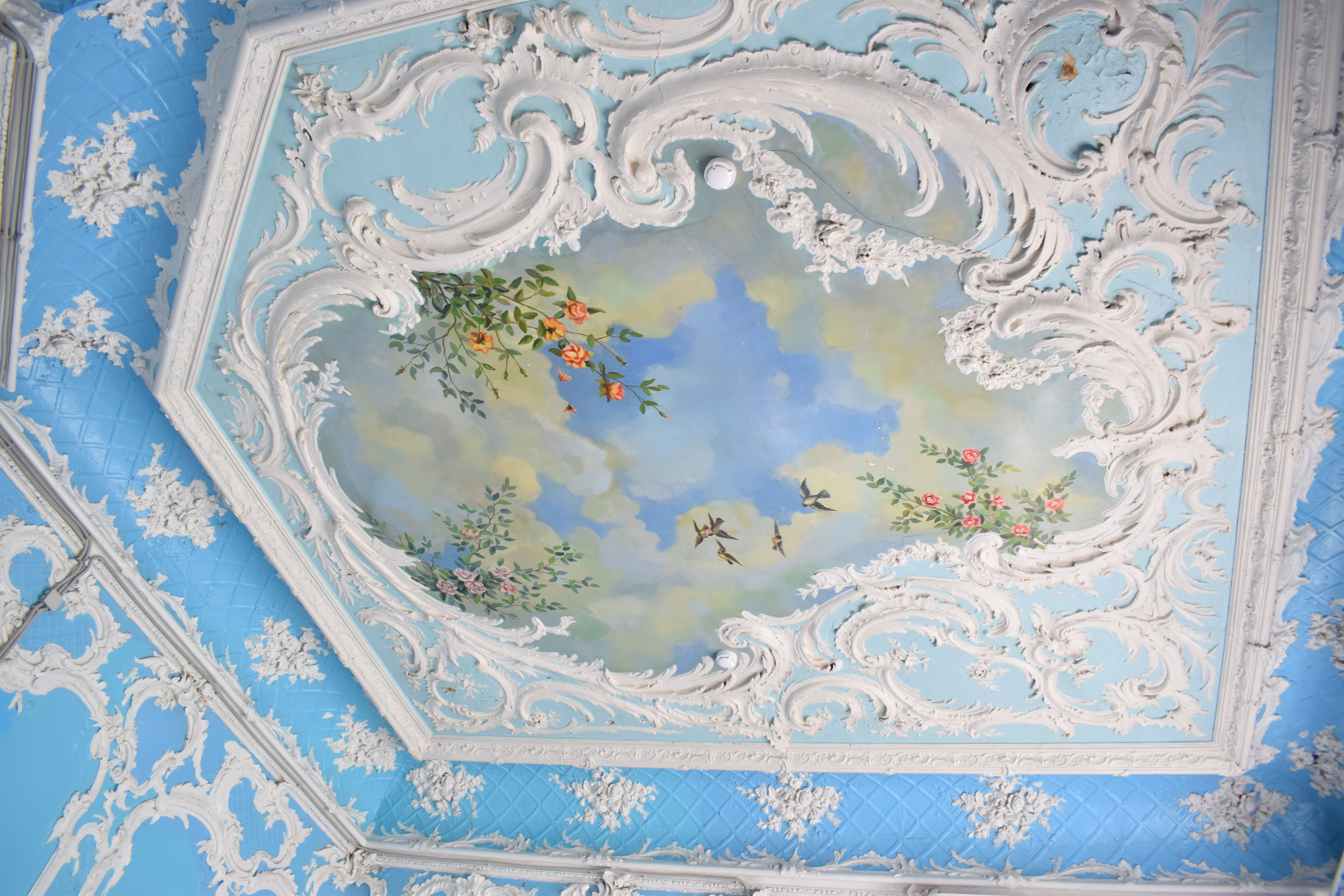
Роспись на потолке в маленькой голубой комнате второго этажа особняка.

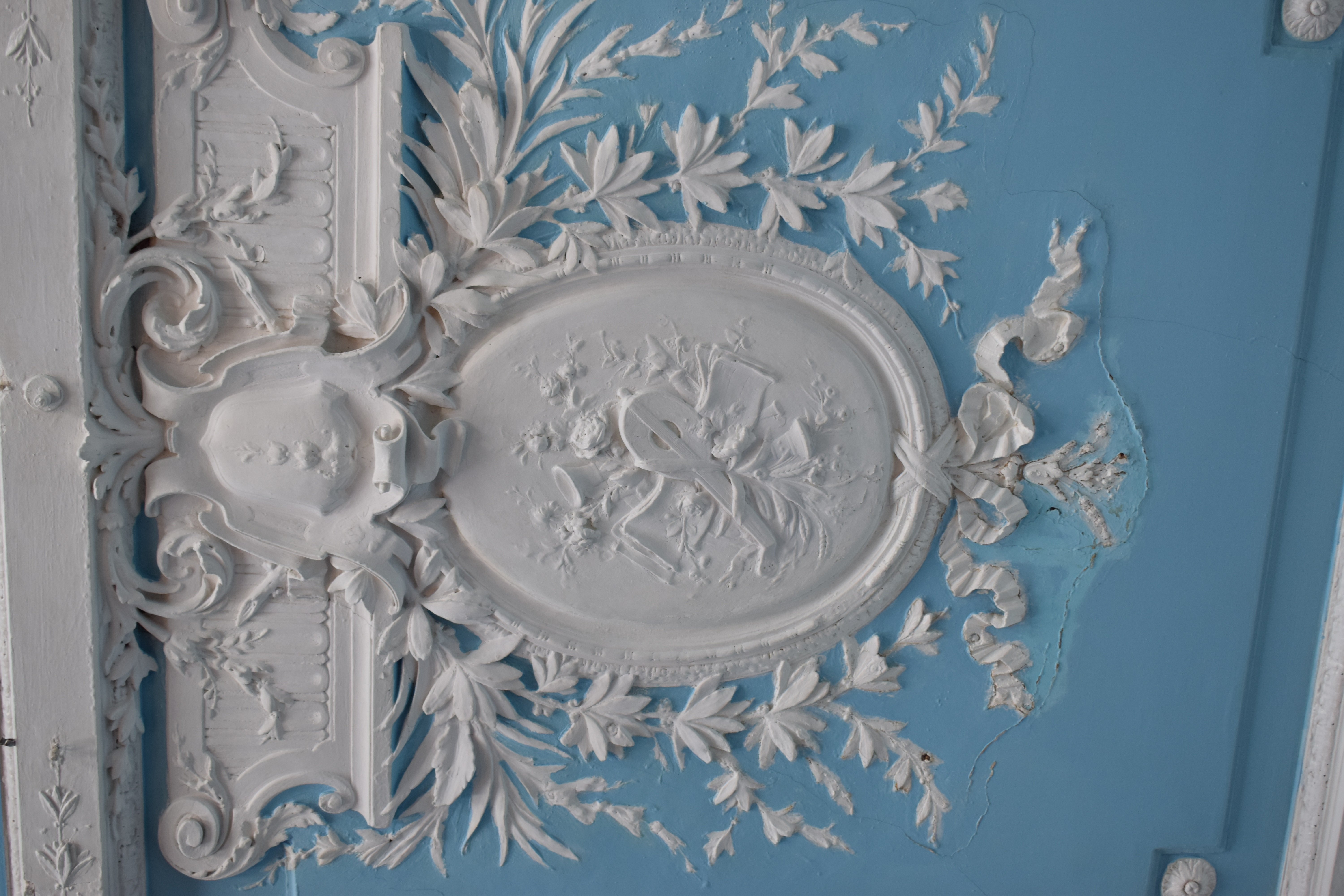
Фрагмент декора потолка голубой комнаты на втором этаже особняка.

Здание стилизовано под русский терем и состоит из двух этажей, при этом второй этаж, по традиции русского зодчества, украшен богаче, чем первый. Центральная часть дома выделена ризалитом, который завершается трёхлопастной аркой с килем, первый этаж отделан бриллиантовым рустом, подобно Грановитой палате, второй украшен ширинками с цветными изразцами, полуколоннами между окнами. Изразцы представлены на фасаде локаловского особняка в различных формах: квадратах, полукружьях, треугольниках. Второй этаж особняка украшен также небольшими витражами. Башенка над парадным входом в форме шатра со шпилем с флюгером, характерная для только зарождающейся эпохи модерна в архитектуре, украшена кокошниками. Над ними — «стрелы», такие же использовались в отделке храма Вознесения в Коломенском и храма Василия Блаженного. Надо отметить и смещение крыльца с центра в сторону, что также свойственно модерну.
Целыми остались столбы ворот и кованная ограда, раппорты орнамента которой напоминают о древнерусских мотивах: вьющиеся побеги, трилистник, переплетающиеся кольца.

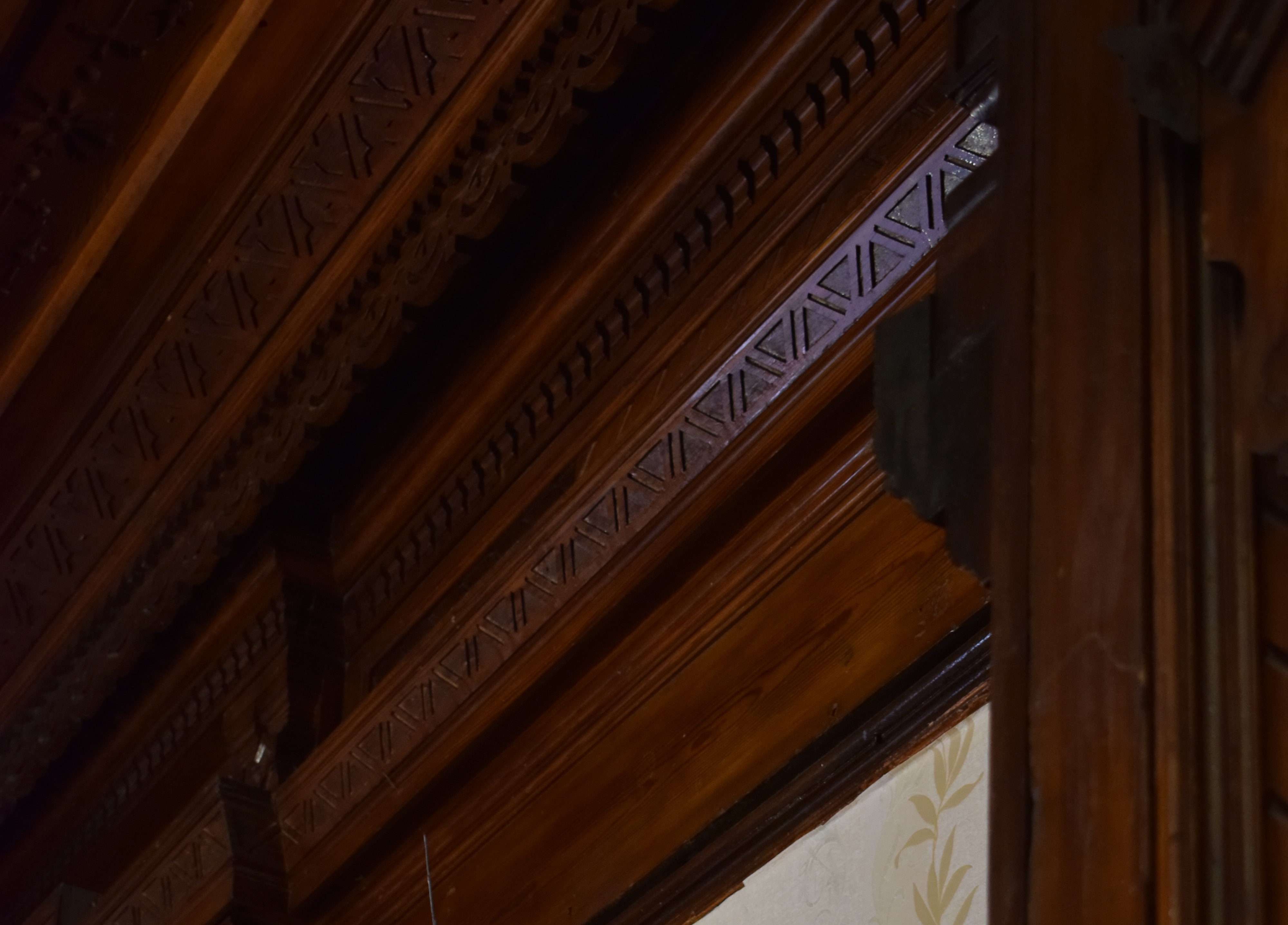
Фрагмент декора дубовой комнаты на втором этаже особняка.

Нельзя оставить без внимания, что главное здание напоминает другие «терема» Шехтеля, выполненные им позже — особняк Шаронова и Ярославский вокзал.

## Интерьер
В здании были сохранены интерьеры конца XIX века и периода СССР. Первый этаж особняка занимали подсобные помещения, второй этаж — жилые. Все они группировались вокруг холла. На первом этаже из первоначального интерьера осталась только мозаичная плитка на полу. На второй этаж ведут две лестницы — парадная, мрамор для которой был специально привезён из Италии — и небольшая деревянная, для прислуги. На потолке второго этажа, оставшегося с конца XIX века, можно увидеть также советские серп и молот, появившиеся здесь, разумеется, много позже строительства особняка. Этот потолок можно заметить в кадрах фильма «Доктор Живаго». Голубой зал, где стены и потолок остались почти нетронутыми, выполнен в стиле рококо. Из голубого зала можно перейти в небольшую комнату, выполненную в этом же стиле. Здесь также сохранилась давно неиспользуемая печь и роспись на потолке. Другая комната, располагающаяся на втором этаже, полностью выполнена из дуба и украшена резьбой и изразцами.
Главное чудо локаловского дома — комната-грот в виде карстовой пещеры. На потолке комнаты — сталактитовые сосульки, которые были сделаны из отходов льнопроизводства, пропитанных цементным раствором. В комнате стоит неработающий сейчас фонтан в виде экзотической рыбы. У фонтана находился маленький бассейн, в котором плавали рыбки. Также в этой комнате располагался зимний сад с экзотическими растениями, которые А. А. Локалов привозил из своих заграничных поездок.
Есть предположение, что дубовую комнату и комнату-грот Локалов увидел в замке Нойшванштайн во время путешествия по Германии и после этого решил воплотить увиденное в собственном особняке.

## Состояние усадьбы
В настоящее время кроме особняка из всего ансамбля сохранилась лишь каретная. Главный дом находится в плачевном состоянии и нуждается в реставрации. Разрушению подверглись изразцовые печи, а также трубы с коваными дымниками. Были сданы в металлолом бронзовые элементы ограды и ворота, сохранена только кованая ограда и воротные столбы. Двухэтажная кладовка разобрана, вырублены сады на участке около усадьбы. В прошлом остались также две оранжереи, конюшня и баня.